# Franz Gehrels

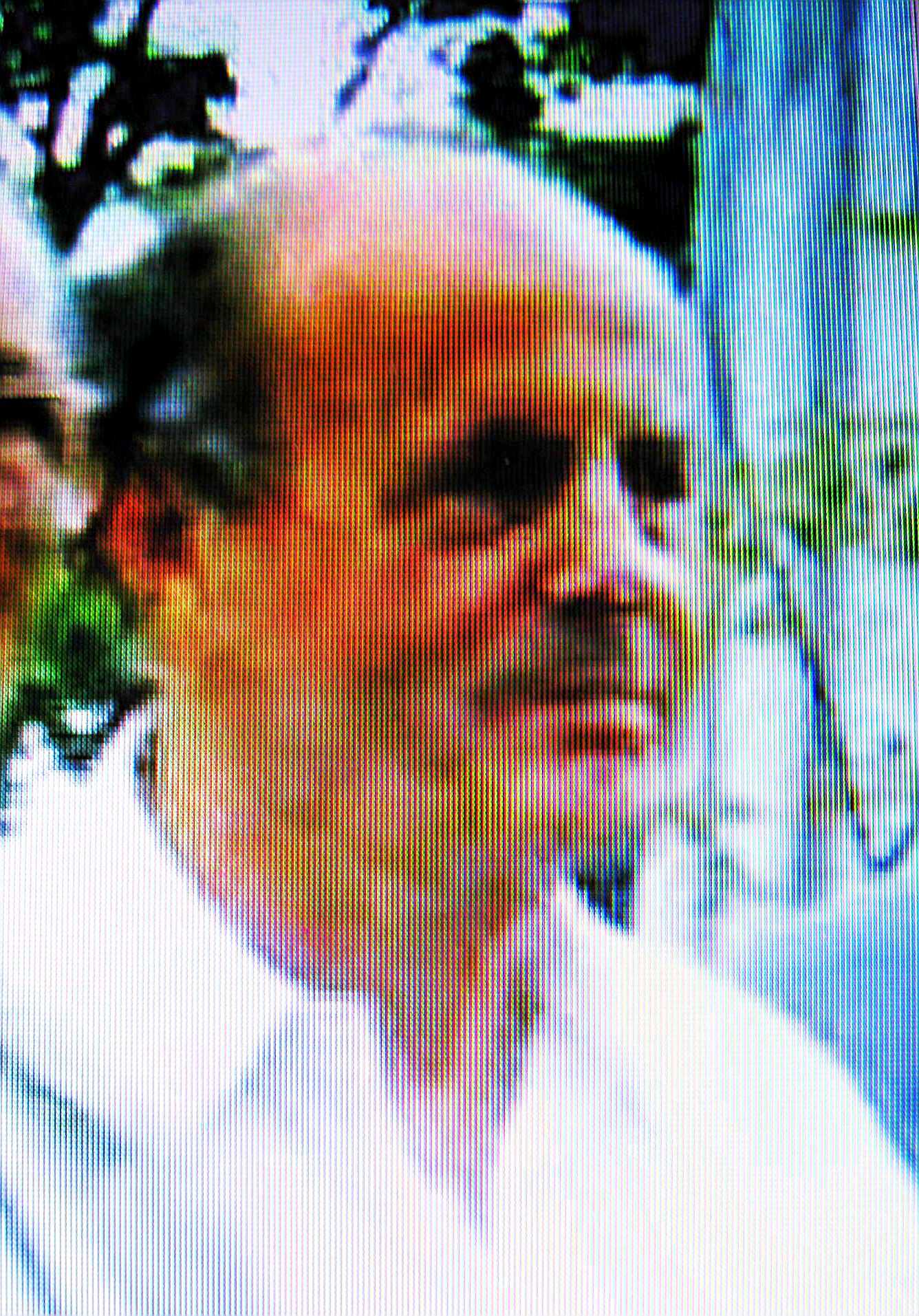
Franz Gehrels, 1991

Franz Gehrels (* 22. März 1922 in Eckernförde; † 6. November 2018 in Irschenberg) war ein deutsch-amerikanischer Wirtschaftswissenschaftler und Hochschullehrer. In seinem wissenschaftlichen Werk widmete er sich insbesondere der Weiterentwicklung der Außenwirtschaftstheorie. Spätestens seit seinen epochemachenden wissenschaftlichen Beiträgen in den 1970er Jahren galt er als ein international anerkannter Pionier der modernen Theorie internationalen Handels.

## Leben

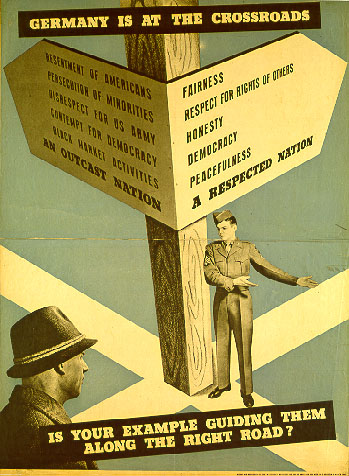
Amerikanisches Plakat zur Umerziehung. OMGUS, US-Army, um 1947

Der Sohn des Arztes Frank Gehrels (1885–1974) und dessen Frau Marie, geb. Barsoe (1901–1974), wurde 1922 in Eckernförde geboren. Er hatte zwei Geschwister, Gerhard, geb. 1926, und Ellen, geb. 1929, beide geboren in San Mateo (Kalifornien). Seine aus Bremerhaven stammenden Eltern emigrierten mit ihrem zweieinhalbjährigen Sohn im März 1924 in die USA über Bremerhaven und Ellis Island, New York City, nach San Mateo (Kalifornien). Franz Gehrels war verheiratet mit Katharine (Kathy) Gehrels, geb. Fechner (1914–2007). Das Ehepaar hat zwei Töchter.
Gehrels lehrte 22 Jahre Ökonomie mit dem Schwerpunkt Außenwirtschaft an der Indiana University (1955–77), davor ein Jahr an der University of Minnesota und ein Jahr an der Johns Hopkins University.
Kurz nach Ende des Zweiten Weltkrieges bereiste Gehrels als Professor des Fulbright-Programm in Mainz und Frankfurt das von den Alliierten besetzte Deutschland im Auftrag der US Militärverwaltung (Office of Military Government for Germany (U.S.)) (OMGUS). Es galt, eine Bestandsaufnahme der für den Wiederaufbau verfügbaren und unbelasteten deutschen Ökonomen zu machen, zu einer Zeit, in der viele Wissenschaftler die reorganisierten Lehrstühle allein auf Grund ihrer profranzösischen bzw. antinationalsozialistischen Haltung anstatt ihrer wissenschaftlichen Fähigkeiten besetzten.
Unter dem Einfluss seiner ebenfalls in Deutschland geborenen Frau zog er im Alter von 55 Jahren wieder zurück nach Deutschland. Von 1977 bis 1990 war Gehrels ordentlicher Professor für Volkswirtschaftslehre unter besonderer Berücksichtigung der internationalen Wirtschaftsbeziehungen an der Volkswirtschaftlichen Fakultät der Ludwig-Maximilians-Universität München (LMU). Seine Forschungsschwerpunkte lagen in den Bereichen Außenwirtschaft sowie Makroökonomie und Wirtschaftswachstum. Danach war er Emeritus am Seminar für Internationale Wirtschaftsbeziehungen der LMU. Auch als Emeritus beteiligte Gehrels sich über lange Jahre intensiv an den aktuellen Diskussionen seines Faches und wurde wegen der intellektuellen Brillanz seiner Beiträge von seinen Fachkollegen gerühmt.

## Publikationen (Auswahl)
Bücher
- Außenwirtschaftstheorie. Oldenbourgs Lehr- und Handbücher der Wirtschafts- u. Sozialwissenschaften. De Gruyter Oldenbourg, Reprint 2017 (24. Oktober 1991), ISBN 3-486-22097-7
- Essays in Macroeconomics of an Open Economy (Lecture Notes in Economics and Mathematical Systems). Springer, London, 1991, ISBN 3-540-54074-1
- Optimal Growth with Many Sectors. Peter Lang GmbH, Internationaler Verlag der Wissenschaften, Berlin, 2002 ISBN 978-3-631-39174-7

Zeitschriften- und Buchartikel
- Inflationary Effects of a Balanced Budget under Full Employment. The American Economic Review, Vol. 39, No. 6 (Dec., 1949), pp. 1276–1278
- Customs Union from a Single-Country Viewpoint. The Review of Economic Studies, Vol. 24, No. 1 (1956–1957), pp. 61–64
- Government Debt as a Generator of Economic Growth. The Review of Economics and Statistics, Vol. 39, No. 2 (1957), pp. 183–192
- Multipliers and Elasticities in Foreign-Trade Adjustments. Journal of Political Economy, Volume 65, Number 1 (1957), pp. 76
- Wachstum durch Investition in Wissenschaft und Bildung. Weltwirtschaftliches Archiv, Bd. 94 (1965), pp. 215–233
- Optimal Restrictions on Foreign Trade and Investment. The American Economic Review, Vol. 61, No. 1 (1971), pp. 147–159,
- Trade impediments, domestic goods, and the transfer problem. Review of World Economics, September 1978, Volume 114, Issue 3, pp. 481–498
- Foreign investment and technology transfer: Optimal policies. Review of World Economics, December 1983, Volume 119, Issue 4, pp. 663–685
- Risk Averse, Time Optimizing Behavior Of Households: Comparison With German Microcensus Data. In: Essays in Macroeconomics of an Open Economy, 1991, pp. 72–96
- Random Economic Disturbances and Lagged Countermeasures. Atlantic Economic Journal (AEJ), June 2005, Volume 33, Issue 2, pp. 151–157
- On Optimal Social Investment in the Sciences and Humanities. Atlantic Economic Journal, Volume 38, Issue 3 (2010), pp. 325–330
- United States and German Real Capital Formation and Social Investment in the Sciences and Humanities. Atlantic Economic Journal, Volume 41, Issue 3 (2013), pp. 225–229

## Ehrungen
- Professor des Fulbright-Programm in Mainz und Frankfurt;[7]
- Präsident der International Atlantic Economic Society (IAES), Atlanta, USA; 1996–1997
- Beste Artikel Prämierung 2005 des Atlantic Economic Journal (AEJ), Vol. 34, No. 4, Dezember 2006, für seinen Artikel Franz Gehrels: Random Economic Disturbances and Lagged Countermeasures. Atlantic Economic Journal (AEJ), der in der Juni 2005 Ausgabe des AEJ erschien.[8]
- Gründungs- (1991) und Ehrenmitglied (1993) des Center for Economic Studies (CES), ifo Institut für Wirtschaftsforschung, München